# Index plantarum
Index Plantarum je přehled pěstovaných rostlin vydávaný periodicky botanickými zahradami, genobankami i soukromými subjekty. Taxony (nejčastěji druhy) jsou řazeny podle čeledí nebo abecedně. Index plantarum bývá v tištěné podobě, některé botanické zahrady mají Index Plantarum zveřejněný na webových stránkách.